# Ковенский переулок
Ко́венский переу́лок — переулок в Центральном районе Санкт-Петербурга. Проходит от улицы Маяковского до Лиговского проспекта.

## Достопримечательности
- Дом 5, литера Б — Гараж автомобильной фирмы К. Л. Крюммеля (1909—1910, арх. Я. З. Блувштейн, М. И. Польницкий)[1]  7831721000
- Дом 7 — храм Лурдской Божией Матери, построенный в 1903—1909 годах архитекторами Л. Н. Бенуа и М. М. Перетятковичем.  781510354170006
- Дом 12 — Громовский приют св. Сергия (Сергиевский приют). Церковь во имя прп. Сергия Радонежского при Громовском детском приюте  (1856—1857, арх. В. В. Штром; 1871—1872, арх. Г. И. Винтергальтер — надстройка; 1872, арх. М. А. Макаров — отделка домовой церкви (не сохран.)). Сейчас здание занимает ГБУ Спортивная школа олимпийского резерва № 1 Центрального р-на СПб. В 1970-х годах на брандмауэре дома появилось мозаичное панно, тематически связанное с детской спортивной школой. Со временем верхняя часть мозаики исчезла. В 2022 году в ходе ремонта фасадов эта часть была восстановлена[2].
- Дом 13 — доходный дом, построен в 1840 году по проекту архитектора К. И. Брандта.
- Дом 19-21, литеры А, М (ул. Восстания, д.27, к.1, литера А) — дом К. И. Штейнгольца, 1826, арх-р Г. А. делла Пиакома[3].  7831759000
- Дом 20 — доходный дом, 1883, арх-р Василий фон Геккер[4]. В 2019-м году здание незаконно надстроили на один этаж, КГИОП подал в Дзержинский суд иск с требованием вернуть зданию исторический облик[5].
- Дом 23 (ул. Радищева) — доходный дом С. А. Визлер (А. Ф. Бубыря). Дом был построен для дочери полковника С. А. Визлер в 1911—1912 годах по проекту архитектора Алексей Бубырь. Вскоре архитектор выкупил здание и сам стал его владельцем[6].
- Дом 28 — доходный дом. Перестроен в 1895 году по проекту архитектора А. Д. Донченко.

## Транспорт
Ближайшие станции метро — «Маяковская», «Площадь Восстания» и «Чернышевская».